# Дмитриев, Михаил Эгонович
Михаил Эгонович Дмитриев (род. 24 февраля 1961, Ленинград) — российский учёный-экономист, в прошлом — государственный и политический деятель. Депутат Верховного Совета РФ (1990—1993), первый заместитель министра экономического развития и торговли России (2000—2004), первый заместитель министра труда и социального развития России (1997—1998). Член научного совета Московского центра Карнеги (1998—2000). Доктор экономических наук. 
С 2005 по 2014 — президент Центра стратегических разработок. В январе 2014 года ушёл в отставку с поста президента Центра стратегических разработок после критического анализа деятельности российских властей и недовольства Правительства РФ.
С 2014 года — президент хозяйственного партнерства «Новый экономический рост».

## Биография
В 1983 году окончил Ленинградский финансово-экономический институт имени Вознесенского (сейчас — Санкт-Петербургский государственный экономический университет) по специальности «Экономическая кибернетика», где был однокурсником Альфреда Коха. 
В 1989 году стал кандидатом экономических наук, защитив в Ленинградском финансово-экономическом институте им. Вознесенского диссертацию на тему «Научно-техническая революция, её противоречия и воздействие на социалистическое воспроизводство». В 1997 году в Центральном экономико-математическом институте РАН защитил диссертацию на тему «Развитие банковского сектора России: теория и методология анализа» и получил таким образом степень доктора экономических наук.
В 1980-х годах входил в круг ленинградских экономистов-реформаторов, неформальным лидером которых был Анатолий Чубайс. В 1987 году был членом клуба «Синтез» при Ленинградском дворце молодёжи, в который входили молодые ленинградские экономисты и обществоведы, среди которых: Дмитрий Васильев, Андрей Илларионов, Борис Львин, Михаил Маневич, Алексей Миллер, Андрей Ланьков, Андрей Прокофьев, Дмитрий Травин и другие.
В 1983—1990 годах работал научным сотрудником в Ленинградском финансово-экономическом институте.
В 1990—1993 годах был депутатом Верховного совета России, где занимал руководящие посты (председателя подкомитета и заместителя председателя комитета) в Комитете по вопросам межреспубликанских отношений, региональной политики и сотрудничеству.
В 1993—1994 годах входил в состав Комиссии законодательных предположений при президенте России.
В 1994—1995 годах работал заместителем директора Института экономического анализа Андрея Илларионова.
В 1994—1995 входил в состав Комиссии по экономической реформе правительства России.
В 1996—1997 годах был руководителем экономической программы Московского центра Карнеги.
В 1997—1998 годах занимал должность первого заместителя министра труда и социального развития России.
В 1998—2000 годах был членом научного совета Московского центра Карнеги.
С 2000 года по 2004 год работал первым заместителем министра экономического развития и торговли России Германа Грефа.
В июне 2004 года стал научным руководителем Центра стратегических разработок (ЦСР), а в октябре 2005 года также занял должность президента ЦСР. В январе 2014 года полномочия Дмитриева в качестве президента ЦСР истекли и продлены не были, против этого возражал заместитель председателя совета фонда ЦСР Дмитрий Мезенцев. Сам Дмитриев одной из главных причин своей отставки считает непринятие новой пенсионной реформы, с критикой которой он выступал как экономист. 
После отставки с поста президента ЦСР Дмитриев продолжал оставаться научным руководителем ЦСР. Через несколько месяцев, 19 марта 2014 года Дмитриев подвергся нападению налётчиков в подъезде своего дома в Лобне, у него был похищен портфель с компьютером и конфиденциальными материалами, бумажник с деньгами нападавшие не взяли. Пострадавший получил сотрясение мозга, много порезов и множественных ушибов головы. Было возбуждено уголовное дело. Вскоре после этого в апреле 2014 года Дмитриев покинул ЦСР, уйдя с должности научного руководителя.
Выступая в феврале 2015 года на фоне обвала рубля и кризисных явлений в экономике с первым концептуальным интервью в качестве независимого экономиста, Дмитриев предсказал, что антикризисный план правительства РФ не убережёт российскую экономику от глубокого спада. В этой связи эксперт предвидел серьёзные политические сдвиги на выборах в Госдуму 2016 года.
С 2014 года является президентом хозяйственного партнерства «Новый экономический рост».
Научные интересы: теоретические и практические проблемы социальных реформ; пенсионная реформа; вопросы реформирования электроэнергетики; проблемы административной реформы; проект высокоскоростной железнодорожной магистрали ВСМ Москва–Казань.

## Интересный факт
Ещё со времени пребывания в должности замминистра Дмитриев не пользуется услугами служебного автомобиля и по многолетней привычке добирается на работу в Москву из Лобни, где проживает, общественным транспортом.

## Труды
- «Социальная политика в период перехода к рынку: проблемы и решения» / Сборник статей (под редакцией А. Ослунда, М. Дмитриева). М.: Московский центр Карнеги, 1996. — 168 с ISBN 0-87003-121-X
- Дмитриев М. Э., Д. Я. Травин Российские банки: на исходе золотого века. — СПб.: «Норма», 1996. — 143 с.
- «Российские банки накануне финансовой стабилизации» / Науч. ред. М. Э. Дмитриев — СПб.: «Норма», 1996. — 208 с.
- М. Э. Дмитриев «Бюджетная политика в современной России». М.: Московский центр Карнеги, 1997. — 58 с.
- «Пенсионная реформа в России: причины, содержание, перспективы» / Под общей редакцией М. Э. Дмитриева, Д. Я. Травина. СПб.: «Норма», 1998. — 253 с.
- Финансовое состояние и перспективы реформирования пенсионной системы в Российской Федерации // «Пенсионная реформа в России: оценка специалистов» / Под редакцией А. С. Орлова-Кретчмера, В. Н. Баскакова. М.: Редакция журнала «Пенсия», 1999.
- «Коммунистическое правительство в посткоммунистической России: первые итоги и возможные перспективы» / Е. Т. Гайдар, С. А. Архипов, С. Б. Баткибеков, М. Э. Дмитриев, С. М. Дробышевский, С. Синельников, В. Б. Ступин, И. В. Трунин, А. Д. Юдин. М.: Институт экономики переходного периода, 1999.
- «Пути стабилизации экономики России» / Сборник под общей редакцией Г. Б. Клейнера. М.: «Информэлектро», 1999; М.: «Экономика», 2000 ISBN 5-7801-0142-6 (один из авторов).
- «Фискальная политика и управление государственным долгом» / Сборник. М: ЦЭМИ РАН, 2000 (один из авторов).
- Party Economic Programs and Implications // Primer on Russia’s 1999 Duma Elections. Washington. 1999 (co-autor).
- Russia after Communism. Washington. 1999.
- М. Н. Дмитриев, Д. В. Помазкин, О. В. Синявская, А. Столяров Russian Economy at the Crossroads: Lessons from the Crisis and Prospects for Sustainable Growth. Warszawa: Center for Social and Economic Research, 2000.
- Transition and Growth in Post-Communist Countries: The Ten-year Experience. Cheltenham (UK), 2001 (co-author).
- Russia’s Post-Communist Economy. Eds. B. Granville, P. Oppenheimer — Oxford University Press, 2001. Глава The Banking Sector написана М. Э. Дмитриевым, М. Ю. Матовниковым, Л. В. Михайловым и Л. И. Сычёвой.
- The Social Crisis in the Russian Federation / OECD 2001 (co-author).
- Белановский С., Дмитриев М. Политический кризис в России и возможные механизмы его развития // Лоббист. 2011. № 2.
- Ход реализации и итоги реформ социальной сферы начала 2000-х в России: переосмысление в ретроспективе // Вопросы теоретической экономики. 2024. № 3.